# Oldendorf (Borgholzhausen)
Oldendorf ist ein Ortsteil der Stadt Borgholzhausen im Kreis Gütersloh, Nordrhein-Westfalen. 

## Geschichte
Die Bauerschaft Oldendorf gehörte bis zur Franzosenzeit zur Vogtei Borgholzhausen im Amt Ravensberg der Grafschaft Ravensberg. Von 1807 bis 1810 gehörte Oldendorf zum Kanton Halle des Königreichs Westphalen und von 1811 bis 1813 zum Kanton Dissen im französischen Département der Oberen Ems. 1816 kam Oldendorf zum neuen Kreis Halle. Im Kreis Halle gehörte die Gemeinde Oldendorf bei Borgholzhausen  (so der amtliche Name zur Unterscheidung von Oldendorf bei Halle) zum Amt Borgholzhausen.
Am 1. Juli 1969 wurde Oldendorf durch das Gesetz zur Neugliederung von Gemeinden des Landkreises Halle in die Stadt Borgholzhausen eingegliedert. Am 1. Januar 1973 wurde die Stadt Borgholzhausen mit Oldendorf dem Kreis Gütersloh angeschlossen.

## Einwohnerentwicklung
Nachfolgend dargestellt ist die Einwohnerentwicklung von Oldendorf in der Zeit als selbständige Gemeinde im Kreis Halle (Westf.) und als Ortsteil (Angaben seit 2006).
| Jahr | Einwohner |
| ---- | --------- |
| 1799 | 143       |
| 1817 | 148       |
| 1900 | 195       |
| 1939 | 255       |
| 1946 | 396       |
| 1961 | 318       |
| 1965 | 321       |
| 2006 | 214       |
| 2012 | 201       |
| 2019 | 207       |
| 2022 | 202       |